# Communes de la province de Tarente
- Haut – A
- B
- C
- D
- E
- F
- G
- H
- I
- J
- K
- L
- M
- N
- O
- P
- Q
- R
- S
- T
- U
- V
- W
- X
- Y
- Z

## A
- Avetrana

## C
- Carosino
- Castellaneta
- Crispiano

## F
- Faggiano
- Fragagnano

## G
- Ginosa
- Grottaglie

## L
- Laterza
- Leporano
- Lizzano

## M
- Manduria
- Martina Franca
- Maruggio
- Massafra
- Monteiasi
- Montemesola
- Monteparano
- Mottola

## P
- Palagianello
- Palagiano
- Pulsano

## R
- Roccaforzata

## S
- San Giorgio Ionico
- San Marzano di San Giuseppe
- Sava
- Statte

## T
- Tarente
- Torricella